# 原敬遇刺案
原敬遇刺案（日语：／ Hara Takashi an-satsuji ken）是指发生在1921年（大正10年）11月4日，时任日本首相原敬遭到铁道省山手线大塚站职员中冈艮一使用短刀暗杀的谋杀案件。由于这一事件，原敬成为自1885年日本内阁制建立以来首位被暗杀的现职首相。

## 背景
曾经在大冢站担任扳道工的中冈艮一，对原敬首相长期存在不满。根据中冈本人的说法，他认为原的政治是以政商和财阀为中心的，这位首相反对由在野党提出的普通选举法，以及任内发生了庙街事件。此外，中冈还认为原应该为其他一系列丑闻事件和反政府意见负责。受到这些因素和其持有反政府观点的上司桥本荣五郎的影响，中冈开始考虑刺杀首相。　
1921年11月4日，为了乘车出席预定于次日在京都举行的立宪政友会近畿大会，原敬于晚上7时10分左右抵达东京车站。随后，原敬前往站长室，紧接着在众多送行者的簇拥中走向检票口。晚上7时25分左右，原敬右手边的人群中冲出一名青年（后来被确认为中冈艮一），用短刀刺向原的右胸，原当场倒地。实施刺杀的年轻人立即被捕，望月圭介、元田肇、中橋徳五郎、小川平吉等人将原带往站长室进行急救。得知丈夫遇刺的原敬妻子于晚上7点40分左右赶到东京站，并于8点10分左右驱车将其丈夫送到芝公园的家中进行检查和治疗。原敬身上由短刀所造成的伤口从右肺一直贯穿到心脏，原几乎当场死亡。
中冈被捕后被检察院求处死刑，惟东京地方裁判所最终判处其无期徒刑，随后的东京控诉院和大审院维持并确认了此判决。该次审判以非同寻常的速度进行，现时仅存很少的记录，此外还有诸多谜团。中冈此后受到特别待遇，三次减刑，于1934年即保释出狱。
另外，由于中冈艮一出狱后，曾在战争期间成为相对安全的军队司令部的士兵，因此也有论者推测本事件存在政治背景。中冈于第二次世界大战后的1980年去世，享寿77岁。

## 葬礼及告别仪式

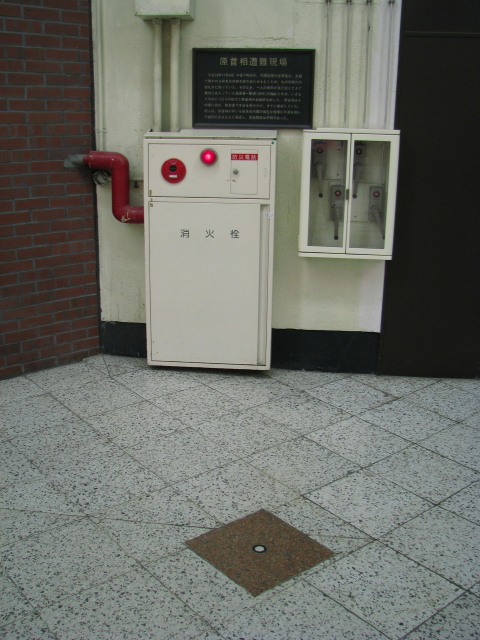
原首相遇险地点的铭牌和标记（摄于2010年前后东京站翻新前）

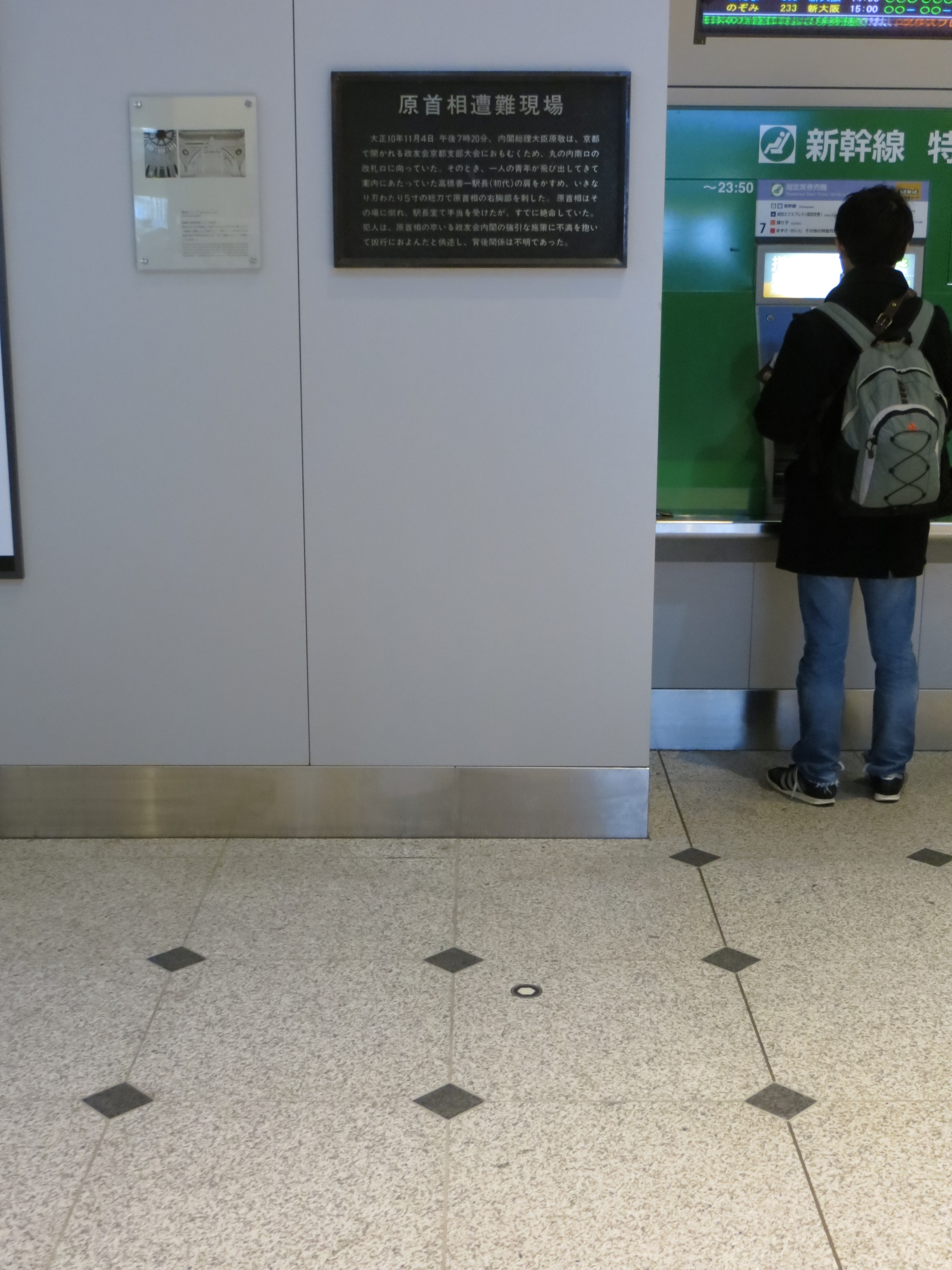
原首相遇险地点的铭牌和标记（摄于东京站翻新后）

当天晚上12:00左右，原內閣閣員在首相官邸举行了特别内阁会议，继任者和其他的政治问题被搁置到葬礼之后。党的葬礼在第二天的议会会议和议会大会上进行了讨论，但原在遗嘱中要求的葬礼很简单，家人也提出遵循原的遗嘱，因此最终只举行了简单的告别式。内阁成员代表、参议院院外代表和志愿者等被允许在原的家属和灵柩从东京迁至盛冈时随行。
11月7日上午8点，灵柩从东京芝公园的住宅出发，在党总部的大厅内，各界要人和议员，以及地方的参加者等聚集在一起举行了告别式。告别式至当天下午8点为止，随后，家属和灵柩及随行人员在道路两旁群众的送行下前往上野站，晚上10点从上野站出发。在途中的车站也有祭奠原敬首相的民众，第二天上午8点，灵柩到达盛冈站。上午11点安置在该市古川端的原家家邸，并按照遗嘱进行了简单的守灵仪式，9日傍晚下葬。10日，宫城（即今皇居）派敕使到盛冈原家家邸，赐了诔词和供品等，据说下葬后也有很多悼念原首相的悼亡诗。

## 暗杀的真相
中冈暗杀原的原因尚不清楚，但除了上述对政治的不满外，还有以下几种说法。
- 认为这一事件与当时的右翼势力有关[26][27]，如玄洋社[6]。右翼恐怖分子五百木良三（日语：五百木良三）预言了犯罪，右翼喜欢的用短刀的犯罪手法亦成为这一说法的根据之一。

- 事件发生时正值协商华盛顿海军条约的国际裁军会议召开前夕，国内“不应该屈服于各国压力而裁军”的鹰派意见呼声高涨[28]。原对这次裁军协议的真正意图不明，有一种说法是上述右翼势力认为原是条约推进派[6]，因而将其作为暗杀的动机。

- 如上所述，据说原在政府内部的政敌以及华盛顿海军条约的反对者参与了不合理的审判程序，使中冈以“特赦”的名义反复减刑，以及在战时征兵期间考虑中冈的分配[2]。

- 犯罪前一个月，在中冈和上司桥本荣五郎的政治谈话有批评原政治的部分，桥本当时说：“现在的日本失去了武士道精神。虽然说要切腹（政治家做坏事的时候要承担责任的意思），但实际上没有切腹的例子。”据说中冈误听了“腹”和“原”[29]，明确表示“我来斩原”。因此，桥本的这句话成为了事件的直接契机，桥本也以教唆杀人的嫌疑遭到逮捕，但最终判决桥本无罪（桥本被检察院求刑有期徒刑12年）。

## 现场遗迹
在东京站的现场，现丸之内南口东北面左端附近的墙壁上有写有事件概要的牌子，地板上圆形内部亦嵌有六边形形状的标志。